# Tekrúr
Tekrúr (též Tékrour či Tekrar) byl stát v západní Africe, který vznikl v 9. století a zanikl ve 13. století. Nacházel se v úrodném údolí na středním toku řeky Senegal a jeho hlavní město leželo na ostrově Morfil. Obyvatelstvo tvořili převážně Fulbové a Tukulérové.
Tekrúr patřil k nejvýznamnějším africkým královstvím doby železné a často válčil s Ghanskou říší, po jejímž pádu ovládl město Kumbi Saleh. Stát kontroloval důležité obchodní cesty přes Saharu, po kterých putovalo zlato, sůl, otroci, bavlna a obilí. V důsledku intenzivních obchodních styků se mezi Araby ujal název „Tekrúr“ pro všechny Západoafričany.
Za vlády krále War Jabiho ve třicátých letech 11. století přijal Tekrúr jako první subsaharský stát islám a bylo v něm zavedeno právo šaría.
Okolo roku 1285 si Tekrúr podmanila Malijská říše, později zde existovala Džolofská říše, imamát Futa Toro a v devatenáctém století oblast kolonizovali Francouzi. Od roku 1960 je tekrúrské území rozděleno mezi Senegal a Mauritánii.